# 高能手办团
《高能手办团》（港台版名為《模型少女AWAKE》）是一款由心光流美旗下反射狐工作室研發，Komoe Game發行的首款以「模型」為主題，融合收集育成及放置掛機的3D手機遊戲。
該遊戲於2021年4月14日上線於港澳台App store及Google play。該作目前共提供2種語言，主要流行於陸港澳台及日本地區，並即將於韓國上線。其後宣佈與虛擬YouTuber絆愛合作，日本版於2021年6月25日起，中國大陸版於2021年7月23日起，台灣版於2021年9月10日起，展開限時聯動。

## 外部連結
- 官方Facebook粉絲團
- 台灣版官網 （页面存档备份，存于）
- 中國大陸版官網 （页面存档备份，存于）